# 新界區專線小巴7號線
新界區專線小巴7號線是由西貢專線小巴營辦的一條綠色專線小巴路線，由西貢往來海下，方便往來海下灣海岸公園旅遊的市民及遊客。
此路線是少數來回程均沒有途經燈號控制路口的專綫小巴路線之一。

## 歷史
- 1981年10月16日：運輸署公開招標1組共4條來往麥理浩夫人度假村的專綫小巴新路線，即本路線、6、8及9線。[2]
- 1982年3月1日：7號線投入服務，來往麥理浩夫人度假村及海下，只於每日08:00-11:00每小時開出一班。[3]
- 1983年10月30日：配合西貢專線小巴路線重組，改為北潭涌往來海下，改為袛於假日日間提供服務。[4]
- 2003年7月1日：路線延長至西貢碼頭小巴總站，並提升至每天早上至黃昏提供服務。
- 2011年1月23日：提高全程及分段收費，全程收費調整至$10.7。[5]
- 2013年11月17日：提高全程及分段收費，全程收費調整至$11.4。[6]
- 2024年12月29日：提高全程及分段收費，全程收費調整至$14.5。

## 服務時間、班次及收費
此路線分別於每日上午7時55分（西貢開）和8時25分（海下開）開始服務，而服務完結時間則有分平日和假日：平日分別為下午6時25分（西貢開）及55分（海下開），而假日則分別為下午6時35分（西貢開）及45分（海下開）；平日每個方向各開22班車，假日則為西貢開34班車，海下開32班車。此路線平日和假日的班次頻率分別為30分鐘和20分鐘一班。
此路線的全程收費為$14.5，並設有兩段收取$8.4的雙向分段收費（北潭涌往來海下、西貢）和一段收取$5.2的單向分段收費（大網仔往西貢）。

## 用車
此路線目前使用44部豐田Coaster及8輛廈門金旅XML6701J18，並與1、1A、1S、2、9及9A線共用車隊。每輛車均有其獨立車隊編號。
有需要時，亦會與109M線共用車隊。
Template:新界1／2／7／9系用车列表

## 行車路線
- 西貢開：經福民路，普通道，大網仔路，北潭路及海下路。
- 海下開：經海下路，北潭路，大網仔路，普通道及福民路。

## 小資料
- 本路線的海下總站，位處西貢北，是屬於大埔區而並非西貢區，即本路線實際上是跨區路線，在海下村總站是有大埔區議會的標誌，西貢北列入大埔區是因為昔日交通上有緊密聯繫，西貢北居民經常前往大埔作買賣交易，因而跟大埔建立密切關係，至今仍維持不變，但一般市民不會把西貢北當作大埔區，反之當作西貢區，亦不會將本路線當作跨區路線。
- 本路線是少數沿線沒有交通燈位途經的專線小巴路線之一。[7]